# باتری کارنو

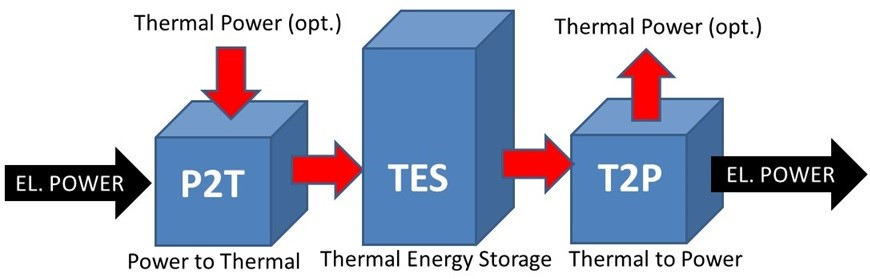
یک طرح ساده از یک سیستم باتری معمولی کارنو

باتری کارنو نوعی سیستم ذخیره انرژی است که برق را در یک سیستم ذخیره انرژی حرارتی، نگه می‌دارد. در طول فرایند شارژ، الکتریسیته به گرما تبدیل می‌شود و در ذخیره‌سازی گرما نگهداری می‌شود. در طی فرایند دشارژ نیز گرمای ذخیره شده، دوباره به برق تبدیل می‌شود.
حدود ۱۰۰ سال پیش، مارگر مفهوم این فناوری را به ثبت رساند، اما با توجه به افزایش استفاده از انرژی‌های تجدیدپذیر و نیاز به افزایش کل انرژی بازیابی شده از چنین منابعی، توسعه آن در سال‌های اخیر احیا شد. در این زمینه، آندره تز در سال ۲۰۱۸، قبل از برگزاری اولین کارگاه بین‌المللی باتری‌های کارنو، اصطلاح «باتری کارنو» را ابداع کرد.
اصطلاح «باتری کارنو» از قضیه کارنو گرفته شده‌است که حداکثر بازده تبدیل انرژی گرمایی به انرژی مکانیکی را توضیح می‌دهد. کلمه «باتری» بیانگر هدف این فناوری یعنی ذخیره برق است. راندمان تخلیه باتری‌های کارنو با راندمان کارنو محدود می‌شود.
مرکز هوافضای آلمان (DLR) و دانشگاه اشتوتگارت از سال ۲۰۱۴ بر روی مفهوم باتری‌های کارنو کار می‌کنند که الکتریسیته را در ذخیره‌سازی حرارت دمای بالا ذخیره می‌کنند. در سال ۲۰۱۸، نام «باتری کارنو» در هانوفر، یکی از بزرگ‌ترین نمایشگاه‌های تجاری جهان، توسط این مرکز مورد استفاده قرار گرفت. علاوه بر این، مفهوم باتری‌های کارنو، فناوری‌هایی را پوشش می‌دهد که قبلاً توسعه یافته‌اند، مانند ذخیره‌سازی انرژی پمپ شده حرارتی و ذخیره‌سازی انرژی هوای مایع.

## زمینه
در گذار به سیستم‌های انرژی با کربن کم، نفوذ انرژی‌های تجدیدپذیر متغیر در سیستم‌های انرژی الکتریکی افزایش می‌یابد و این پدیده نیز نیاز به ذخیره انرژی را افزایش می‌دهد. در حال حاضر، بیشتر ظرفیت ذخیره‌سازی انرژی از باتری‌های الکتروشیمیایی، مانند باتری‌های لیتیوم یونی تأمین می‌شود. این نوع باتری برای ذخیره‌سازی کوتاه مدت مناسب است اما ممکن است به دلیل هزینه‌های بالا برای ذخیره در بازه‌های طولانی‌تر مقرون به صرفه نباشد. ذخیره انرژی حرارتی می‌تواند انرژی را در مواد ارزان قیمت مانند آب، سنگ و نمک ذخیره کند؛ بنابراین، هزینه سیستم‌های مقیاس بزرگ (مثلاً در حد گیگاوات ساعت) می‌تواند کمتر از هزینه باتری‌های الکتروشیمیایی باشد.
ضمیمه ۳۶ ذخیره انرژی - باتری‌های کارنو یک گروه کاری تحت برنامه حفاظت از انرژی و ذخیره انرژی (ECES) است که بخشی از برنامه همکاری فناوری (TCP) تحت نظر آژانس بین‌المللی انرژی (IEA) است.

## پیکربندی سیستم

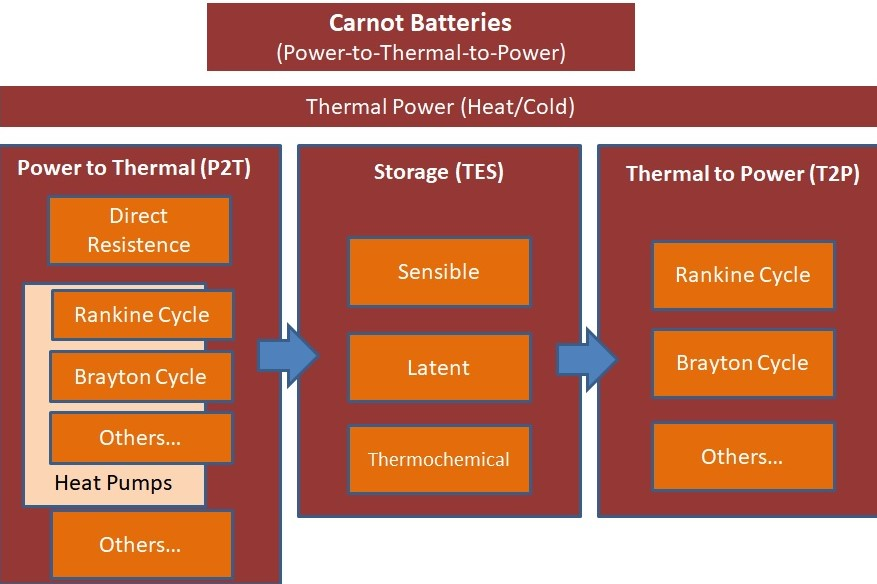
فناوری‌های تبدیل و ذخیره انرژی

یک سیستم باتری کارنو را می‌توان به سه بخش اصلی تقسیم کرد: توان به حرارت (P2T)، ذخیره انرژی حرارتی (TES) و حرارت به توان (T2P).

### فن آوری برق به گرما
برق را می‌توان با استفاده از فناوری‌های مختلفی به گرما تبدیل کرد که موارد ذیل از جمله آن‌ها است.
- گرمایش مقاومتی
- پمپ‌های حرارتی به عنوان فناوری پمپاژ گرما از مخزن با دمای پایین به دمای بالاتر. این فن آوری را هم می‌توان به دو گروه تقسیم کرد: چرخه معکوس رانکین و چرخه معکوس برایتون.
  - چرخه رانکین معکوس به‌طور گسترده در پمپ‌های حرارتی معمولی استفاده شده‌است.
  - مفهوم استفاده از چرخه برایتون برای شارژ و تخلیه انرژی حرارتی توسط پروفسور رابرت لافلین در سال ۲۰۱۷ ارائه شد.[۲]
- سایر موارد: در سیستم‌های ذخیره انرژی هوای مایع، چرخه کلود برای تبدیل هوا به مایع استفاده می‌شود. فرایند لام-هانیگمان از چرخه‌های ترموشیمیایی برای تبدیل نیرو به گرما استفاده می‌کند.[۳]

### ذخیره انرژی حرارتی
با توجه به سازوکار ذخیره گرما، ذخیره انرژی حرارتی را می‌توان به سه نوع ذخیره‌سازی ذخیره حرارت محسوس، ذخیره گرمای نهان و ذخیره‌سازی حرارتی-شیمیایی تقسیم کرد. مواد ذخیره‌سازی که در باتری‌های کارنو استفاده شده‌است عبارتند از:
- آب گرم
- نمک مذاب
- بستر سنگ
- هوای مایع
- ذخیره انرژی حرارتی گرمای نهان[۴]
- مواد ترموشیمیایی (مواد شیمیایی جفتی)، مانند LiBr/H2O و H2O/ NH3

### گرما به برق
گرما را می‌توان از طریق چرخه‌های ترمودینامیکی مانند چرخه رانکین یا سیکل برایتون به نیرو تبدیل کرد. برخی از فناوری‌ها از خواص مواد نیمه‌رسانا برای تبدیل گرما به الکتریسیته استفاده می‌کنند که این موارد باتری کارنو محسوب نمی‌شوند؛ زیرا هیچ چرخه ترمودینامیکی در فرایند تبدیل وجود ندارد که مواردی مانند مواد ترموالکتریک و «خورشید در جعبه» از جمله آن هاست. فناوری‌های معمول در این بخش عبارتند از:
- موتورهای حرارتی
- توربین‌های بخار
- توربین‌های گازی[۶]
- دستگاه‌های چرخه رانکین ارگانیک
- فرایند Lamm-Honigmann که می‌تواند انرژی ذخیره شده در ذخیره‌سازی ترموشیمیایی را به الکتریسیته تبدیل کند.

## مزایا و معایب
باتری کارنو با نام‌های متعدد دیگری مانند «پمپ ذخیره‌سازی الکتریسیته حرارتی» (PTES) یا «ذخیره برق حرارتی پمپ‌شده» (PHES) شناخته می‌شود. این فناوری به نسبت جدید، به یکی از امیدوارکننده‌ترین فناوری‌های ذخیره‌سازی انرژی در مقیاس بزرگ تبدیل شده‌است.
مزایای اصلی باتری کارنو عبارتند از:
- سهولت انتخاب ساختگاه؛
- مساحت اشغال شده کم؛
- طول عمر ۲۰ تا ۳۰ سال؛
- ظرفیت پشتیبان اختیاری کم هزینه؛
- می‌توان اجزای یک نیروگاه سوخت فسیلی را تا حدی برای استفاده از واحد باتری‌های کارنو استفاده کرد.

اشکال عمده این فناوری عبارت است از:
- راندمان محدود 𝜂𝑟𝑜𝑢𝑛𝑑 که بیانگر ارتباط برق تحویلی 𝑾𝒅𝒊𝒔 در حین تخلیه به برق شارژ سیستم 𝑾𝒄𝒉𝒂𝒓 است. به‌طور معمول باتری‌های کارنو محدوده راندمان ۴۰ تا ۷۰ درصد را هدف قرار می‌دهند که به‌طور قابل‌توجهی کمتر بازدهی برق آبی تلمبه ذخیره ای (۶۵ تا ۸۵ درصد) است.[۹]

## کاربرد
باتری‌های کارنو را می‌توان به عنوان ذخیره انرژی شبکه، برای ذخیره انرژی اضافی از منابع انرژی تجدیدپذیر متغیر و در صورت نیاز برای تولید برق استفاده کرد.
برخی از سیستم‌های باتری کارنو می‌توانند از گرما یا سرمای ذخیره شده برای کاربردهای دیگر مانند گرمایش و سرمایش منطقه ای (به عنوان مثال برای مراکز داده) استفاده کنند.
باتری‌های کارنو به عنوان راه حلی برای تبدیل نیروگاه‌های زغال سنگ موجود به یک سیستم تولید بدون سوخت فسیلی پیشنهاد شده‌است که در آن‌ها از امکانات موجود در نیروگاه‌ها مانند سیستم‌های تولید برق و سیستم‌های انتقال می‌توان همچنان استفاده کرد.

## لیست پروژه‌های باتری کارنو
اگرچه اصطلاح باتری کارنو جدید است، بسیاری از فناوری‌های موجود را می‌توان به عنوان باتری‌های کارنو طبقه‌بندی کرد.
- ذخیره انرژی هوای مایع:های ویو پاور، دانشگاه بیرمنگام
- ذخیره‌سازی انرژی حرارتی پمپ شده: شرکت مالت، دانشگاه دورهام
- ذخیره‌سازی انرژی حرارتی الکتریکی: زیمنس گیمسا، آزمایشگاه ملی انرژی‌های تجدیدپذیر
- پمپ حرارتی برگشت‌پذیر / ORC: دانشگاه لیژ
- ذخیره انرژی لام-هانیگمان: دانشگاه فنی برلین